# Retiro (Madryt)
Retiro – jeden z 21 dystryktów wchodzących w skład Madrytu, położony w centrum miasta. W obrębie dzielnicy znajduje się zajmujący 120 hektarów Park Retiro.

## Podział administracyjny
Retiro dzieli się administracyjnie na 6 dzielnic:
- Pacífico
- Adelfas
- Estrella
- Ibiza
- Jerónimos
- Niño Jesús